# JWM
JWM (Joe's Window Manager) ist ein leichtgewichtiger Fenstermanager für das X Window System, welcher von Joe Wingbermuehle in C geschrieben wurde.
JWM wird als Quellcode verbreitet und setzt nur das Vorhandensein der Xlib-Bibliothek voraus. Folgende Erweiterungen können bei der Kompilierung aktiviert werden:
- Icons in den Formaten PNG, JPEG oder XPM
- Xft
- Xinerama
- FriBidi
- die Shape-Erweiterung für nicht-rechteckige Fenster

Auf den ersten Blick ähnelt JWM einem Windows-Desktop. Konfiguriert wird JWM mit einer XML-Datei. Er nutzt aber auch Informationen, die für Gnome, Motif Window Manager und WM gedacht sind.
JWM ist der Standard-Fenstermanager von Damn Small Linux, Tiny Core Linux, Puppy Linux, Slitaz (< 2.0) und SystemRescueCd (< 1.1.7).